# NGC 752
NGC 752 (również OCL 363) – rozproszona, jasna gromada otwarta znajdująca się w gwiazdozbiorze Andromedy. Została odkryta przed 1654 rokiem przez Giovanniego Hodiernę, wraz z M33. Kolejne obserwacje zostały wykonane przez Williama i Caroline Herschelów, odpowiednio, 24 sierpnia i 29 września 1783 roku.
Gromada zawiera ponad 60 gwiazd dziewiątej wielkości i słabszych, zajmujących na niebie obszar większy od Księżyca w pełni. Szacunkowy wiek gwiazd w tej gromadzie wynosi 1,1 miliarda lat, a odległość około 1300 lat świetlnych.
Można ją dostrzec za pomocą lornetki, ale najlepiej prezentuje się w teleskopie.